# Rakowa (obwód lwowski)

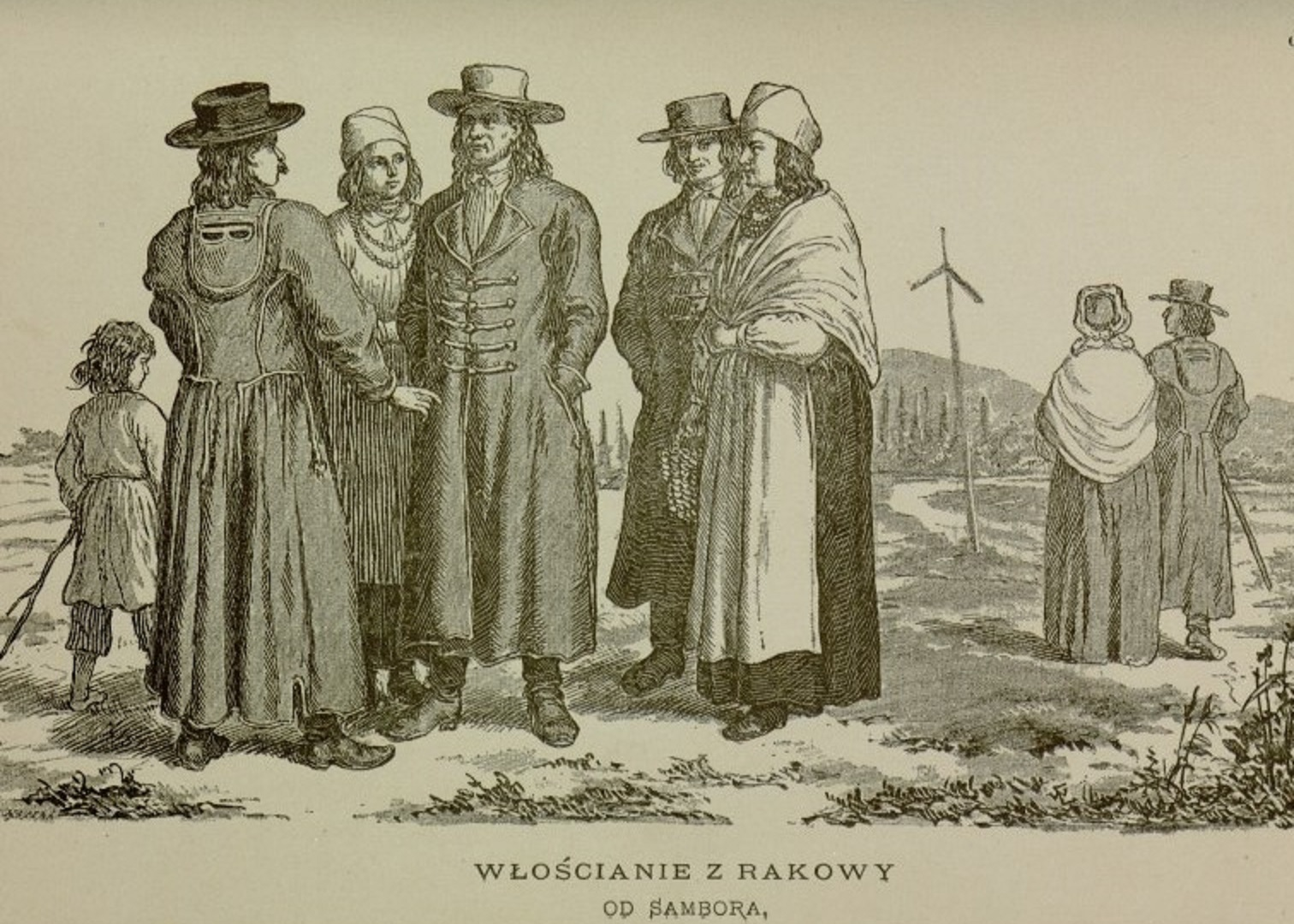
Rycina z XIX w. przedstawiająca włościan rakowskich

Rakowa (ukr. Ракова) – wieś w rejonie samoborskim (wcześniej w rejonie starosamborskim) obwodu lwowskiego Ukrainy. Wieś liczy około 705 mieszkańców. Podlega lutowiskiej silskiej radzie.
Przed II wojną światową należała do powiatu samborskiego w województwie lwowskim..

## Historia
Wieś wzmiankowana w 1469 roku. Właścicielami wsi byli: Drohojowscy, Kochanowscy, Fredrowie, Grochowscy, Drohojowscy, Mniszchowie, Dolińscy, Tchóżniccy i Kozłowieccy. 
W 1880 roku we wsi było 157 domów i 14 domów w obszarze dworskim, było 163 rzymsko-katolików, 755 Ukraińców i 10 Niemców. W 1921 roku wieś liczyła około 1101 mieszkańców. 
Ostatnim polskim właścicielem był Adam Kozłowiecki (senior, syn Czesława herbu Ostoja) ur. 29 października 1874 roku). 
Z małżeństwa z Marią z domu Janocha miał troje dzieci: 
- Czesława (1909-1940) właściciela Resztówki w Sokolnikach Małych (kupionych dla niego przez ojca), rozstrzelanego 5 lipca 1940 roku przez hitlerowców w Tarnawie Dolnej,
- Adama (1911-2007), jezuitę aresztowanego 10 listopada 1939 więzionego w Krakowie na Montelupich, w Wiśniczu i w obozach w Oświęcimiu i Dachau, po zakończeniu wojny misjonarza w Afryce, późniejszy Biskup Lusaki i arcybiskupa, a od 1998 roku - kardynała.
- Jerzego (1914-1989), właściciela dóbr ziemskich w Hucie Komorowskiej, który po przebyciu szlaku bojowego z dywizją pancerną gen. Maczka wyemigrował do Kanady.

Majątek w Rakowej obejmował 294 hektary lasów i stawów rybnych. Istnieje  na wzniesieniu dwór  w którym obecnie mieści się szkoła. Poniżej do dzisiaj zachowały się stawy rybne. Obok cerkwi stoi kaplica grobowa wybudowana przez poprzedniego właściciela wsi Ludwika Dolańskiego. Obecnie zdewastowana i ograbiona z obrazów i wyposażenia. Pozostał jedynie krzyż z Chrystusem, który ze względu na wysokość nie mieści się w malutkiej cerkiewce. Trumny w krypcie otwarte i ograbione. Obok starej cerkiewki obecni mieszkańcy budują nową ceglaną cerkwię. Mieszka jeszcze kilkoro mieszkańców pamiętających byłego właściciela i Polaków tam mieszkających. Osadnicy przybyli po wojnie z bolszewikami  z okolic Tarnowa ze wsi Żukowice Stare, Zaczarnie założyli osadę pod lasem.
W czasie II wojny zostali  10 lutego 1940 roku zesłani na Syberię. Do miejscowości Znamienka nad rzeką Irtysz  niedaleko miejscowości Tara w woj. Omskim Krasnojarskiego Kraju, gdzie spędzili sześć lat. Domy w Rakowej zostały przez pozostałych mieszkańców rozebrane.
Cegła z ruin zamku w Rakowej została przez Józefa Mniszcha, marszałka wielkiego koronnego użyta do budowy kościoła św. Katarzyny w Wojutyczach.

## Ważniejsze obiekty
- Cerkiew greckokatolicka z 1733 roku
- Pozostałości pałacu Tchórznickich
- Dwór Czesława Kozłowieckiego
- kaplica grobowa przy cmentarzu